# Nortonville (Kansas)
Nortonville es una ciudad ubicada en el condado de Jefferson en el estado estadounidense de Kansas. En el año 2010 tenía una población de 637 habitantes y una densidad poblacional de 579,09 personas por km².

## Geografía
Nortonville se encuentra ubicada en las coordenadas 39°25′3″N 95°19′54″O / 39.41750, -95.33167 (39.417496, -95.331626).

## Demografía
Según la Oficina del Censo en 2000 los ingresos medios por hogar en la localidad eran de $38,281 y los ingresos medios por familia eran $40,781. Los hombres tenían unos ingresos medios de $32,250 frente a los $18,500 para las mujeres. La renta per cápita para la localidad era de $15,523. Alrededor del 9.1% de la población estaban por debajo del umbral de pobreza.